# Comité van Waakzaamheid
Het Comité van Waakzaamheid van anti-nationaal-socialistische Intellectuelen, vanaf oktober 1936 Comité van Waakzaamheid van Intellectuelen, was een Nederlandse organisatie van intellectuelen (professoren, studenten, journalisten, schrijvers, en anderen) die tussen 1936 en 1940 waarschuwde voor de bedreigingen van de vrijheid door vooral het nationaalsocialisme. In 2014 trachtte een groep linkse intellectuelen en activisten het comité weer op te richten, maar dat had slechts beperkt succes.

## Oprichting
Op 27 juni 1936 werd het Comité van Waakzaamheid opgericht in 'Américain' in Amsterdam. Initiatiefnemers waren de historicus Jan Romein, de journalist Jan Greshoff en de schrijver Nico Rost. De schrijvers Menno ter Braak en Edgar du Perron verleenden direct hun medewerking. De bijeenkomst waarin werd besloten tot het oprichten van het Comité vond op 7 april 1936 bij professor Gerhard Wilhelm Kernkamp thuis in Utrecht plaats.
De oprichtingsvergadering stelde dat "het nationaal-socialisme en alle andere groeperingen van dezelfde aard een ernstig gevaar betekenen voor de vrijheid van onderzoek en meningsuiting, en daarmede voor de ontwikkeling van maatschappij, cultuur en wetenschap". Het Comité wilde waarschuwen tegen dat gevaar, onder andere door het uitgeven van brochures, het instellen van plaatselijke afdelingen, en het houden van bijeenkomsten. Het lidmaatschap stond open voor iedereen, ongeacht godsdienst of politieke voorkeur. In Frankrijk (Vigilance), België en Engeland waren reeds soortgelijke organisaties opgericht.  
De hoogleraar Hendrik Josephus Pos werd gekozen tot voorzitter en de predikant Jan Buskes maakte deel uit van het eerste bestuur. Onder de leden van het eerste uur bevonden zich bekende namen als Menno ter Braak, Titus Brandsma, Jan Greshoff, Derkje Hazewinkel-Suringa, Rosa Manus, Hendrik Marsman, Edgar du Perron, Henriette Roland Holst, Jan en Annie Romein, Jan Tinbergen, professor G.W. Kernkamp en Simon Vestdijk. Veel leden waren socialist, liberaal of communist. Het aantal leden van het Comité groeide snel: aanvankelijk waren er 80 leden, begin 1937 waren dat er 140, maar in 1938 waren er 1000 leden, en in 1939 zelfs 1100.

## Werkwijze
In diverse plaatsen werden afdelingen van het Comité opgericht: in Den Haag, Rotterdam, Amsterdam, het Gooi, Leiden, Utrecht en Tiel. Daarnaast bestonden er in de universiteitssteden studenten-afdelingen.
Het Comité van Waakzaamheid hield, net als elke vereniging, jaarvergaderingen, waar na het huishoudelijk gedeelte lezingen werden gegeven. In maart 1937 en oktober 1938 werden weekend-conferenties gehouden in de Internationale School voor Wijsbegeerte te Amersfoort. Studentengroepen van het Comité organiseerden in de zomers van 1938 en 1939 tentenkampen in Stroe.
Al in december 1936 verscheen de eerste van een reeks brochures die het Comité liet schrijven. Auteur was professor P.A. Kohnstamm, en de titel Het nationaal-socialisme als geestelijk gevaar. Meerdere brochures volgden, waaronder een brochure in 1937 die waarschuwde voor toenemend antisemitisme bij de N.S.B.. Deze brochures kregen ook aandacht in de pers. Uitgever tot juli 1939 was Van Gorcum, daarna was dat Nijgh & Van Ditmar.

## Idealen
Zowel uit de samenstelling van het Comité als uit de titels van de vele brochures en lezingen blijken de idealen van het Comité en zijn leden. Tijdens de weekend-conferentie van 1937 zei professor Gerard Brom: "alleen Gods gezag is volstrekt en volmaakt", en Leo Polak stelde dat niet moest worden gekeken naar wat de ander onderscheidde (daarmee doelend op de Jodenvervolging), maar naar het gemeenschappelijke: "loochening van gemeenschappelijkheid is de onoverbrugbaarste kloof, de permanente oorlog zonder oorlogsverklaring".
Het Comité werd al snel beticht van een Duits-vijandige houding, wat geen pas gaf tegenover een "bevriende natie". Nadrukkelijk verklaarde het Comité dan ook dat het niet anti-Duits was. Maar in een lezing te Leiden waarschuwde H. Bolkestein nadrukkelijk voor de oorlogszucht van Duitsland. Aan de andere kant had het Comité ook oog voor de situatie in Spanje, waar een burgeroorlog heerste, en de annexatie van Sudetenland en bezetting van Tsjechoslowakije. Ook hadden de meeste leden niets op met het communisme in Rusland. In oktober 1938 werd daarom het "anti-nationaal-socialistische" uit de naam van het Comité geschrapt

## Vluchtelingen
Het Comité beijverde zich al vroeg voor de opvang van vluchtelingen uit het buitenland. Vanaf 1933 beperkte de Nederlandse regering het asielrecht steeds meer, onder andere omdat men Duitsland als bevriende natie wilde behouden. In 1938 werd de grens met Duitsland gesloten voor vluchtelingen, die als ongewenste vreemdelingen werden beschouwd. De ambassade in Berlijn kreeg opdracht geen visa te verstrekken. In oktober 1938 sprak Comité-bestuurslid Mr. J. Baert over de behandeling van vluchtelingen door de Nederlandse overheden en stelde dat die geheel afweek van het door de wetgever bepaalde, "zoodat er geen sprake meer is van asylrecht voor binnenkomenden".
Na de Kristallnacht van 9 op 10 november 1938 zond het Comité een telegram aan de minister-president met de oproep het asielrecht te herstellen en bijstand te verlenen aan organisaties die vluchtelingen hulp boden. Op 14 november werden vluchtelingen uit drie verschillende treinen uit Duitsland bij Vaals teruggestuurd, en een week later gebeurde hetzelfde te Zevenaar, waarbij zich hartverscheurende taferelen moeten hebben afgespeeld. Opnieuw stuurde het Comité een telegram, ditmaal aan de minister van justitie, waarin het wees op de gebeurtenissen in Zevenaar en verzocht om verruiming van het asielrecht. Op 26 en 27 november begaven drie leden van het Comité, F.J.W. Drion, G.J. van Heuven Goedhart en G.C.M. van Nijnatten, zich naar Zevenaar om met eigen ogen te zien wat daar gebeurde. Zij schreven daarover een rapport, dat tot vragen in de Tweede Kamer leidde.

## Het probleem van de communisten
Vanaf het begin kende het Comité problemen als gevolg van het feit dat meerdere leden communistische sympathieën hadden. Binnen een maand na de oprichting trokken daarom rooms-katholieke leden zich uit het Comité terug, waaronder de theologen monseigneur Henricus Andreas Poels en Titus Brandsma, en de schrijver Anton van Duinkerken. Zij waren ervan overtuigd dat het nationaalsocialisme een bedreiging vormde, maar dat het communisme dat ook deed. Samen met communisten de nationaalsocialisten bestrijden, was volgens Poels "de duivel bestrijden met Beëlzebub".
In januari 1937 stapte David van Embden uit het bestuur vanwege de communisten.
Daarna bleef het probleem voortsudderen, tot het op 9 december 1939 tot een eruptie kwam. Op een vergadering in Bentveld stelde het bestuur voor dat de vergadering zou besluiten dat het lidmaatschap van de CPN onverenigbaar was met dat van het Comité van Waakzaamheid. De vergadering, waar veel communisten aanwezig waren, nam echter een veel minder vergaand tegenvoorstel aan, dat het bestuur machtigde om leden die in het openbaar gedrag vertoonden dat onverenigbaar was met de beginselverklaring van het Comité, voor te dragen voor royement. Daarop traden zeven bestuursleden af: J. Baert, Ter Braak, Van Heuven Goedhart, Simon Olivier, J.F. Niermeyer, Jan Romein en Agnes de Vries-Bruins.

## Einde
Op 6 januari 1940 besloot de volgende ledenvergadering dat het Comité van Waakzaamheid zou worden opgeheven en dat een nieuw Comité van Intellectueelen tot verdediging van de Geestelijke Vrijheid zou worden opgericht. Leden van de CPN en de NSB konden geen lid worden van deze nieuwe organisatie. Het demissionaire bestuur van het Comité van Waakzaamheid trad vervolgens op als voorlopig bestuur van het nieuwe Comité. Dat nieuwe Comité is echter niet meer van de grond gekomen.
Op 10 mei 1940, de dag van de Duitse inval in Nederland, verbrandde de secretaris van het comité, de tuinarchitect Mien Ruys, het hele archief.

## Brochures
- 1936 prof. Philip Kohnstamm, Het Nationaalsocialisme als geestelijk gevaar, Van Gorcum
- 1936 dr. Menno ter Braak, Het Nationaalsocialisme als rancuneleer, Van Gorcum (in 2022 opnieuw uitgegeven door Prometheus, Amsterdam, vergezeld van een essay door Bas Heijne)

## Herstart
In 2014 besloten een aantal intellectuelen en activisten om het comité opnieuw op te richten mede op grond van toenemend antisemitisme en vreemdelingenhaat. Initiatiefnemers waren Kees van der Pijl, politicoloog, communist en voormalig hoogleraar aan de universiteit van Sussex, Roel Walraven, oud CPN-lid en Max van den Berg, ook oud CPN-lid en oprichter van het Verzetsmuseum. Deelnemers waren onder meer ex-politici zoals Jan Pronk, Hedy d’Ancona, auteur Anja Meulenbelt en journalist Naima Azough. Na twee jaar zegden echter diverse leden op en stuurde Van der Pijl het comité naar een pro-Poetin koers en bestaat het nog in de marge. De website bestaat niet meer.